# Olympische Sommerspiele 2016/Gewichtheben
Bei den XXXI. Olympischen Sommerspielen 2016 in Rio de Janeiro fanden 15 Wettbewerbe im Gewichtheben statt (sieben bei den Frauen und acht bei den Männern). Austragungsort war das Riocentro im Stadtteil Barra da Tijuca.

## Bilanz

### Medaillenspiegel
| Platz | Land               | Gold | Silber | Bronze | Gesamt |
| ----- | ------------------ | ---- | ------ | ------ | ------ |
| 1     | China              | 5    | 2      | –      | 7      |
| 2     | Thailand           | 2    | 1      | 1      | 4      |
| 3     | Iran               | 2    | –      | –      | 2      |
| 4     | Nordkorea          | 1    | 3      | –      | 4      |
| 5     | Kasachstan         | 1    | 1      | 3      | 5      |
| 6     | Chinesisch Taipeh  | 1    | –      | 1      | 2      |
| 7     | Georgien           | 1    | –      | 1      | 2      |
| 8     | Kolumbien          | 1    | –      | 1      | 2      |
| 9     | Usbekistan         | 1    | –      | –      | 1      |
| 10    | Armenien           | –    | 2      | –      | 2      |
| 10    | Indonesien         | –    | 2      | –      | 2      |
| 10    | Belarus            | –    | 2      | –      | 2      |
| 13    | Philippinen        | –    | 1      | –      | 1      |
| 13    | Türkei             | –    | 1      | –      | 1      |
| 15    | Ägypten            | –    | –      | 2      | 2      |
| 16    | Japan              | –    | –      | 1      | 1      |
| 16    | Litauen            | –    | –      | 1      | 1      |
| 16    | Rumänien           | –    | –      | 1      | 1      |
| 16    | Spanien            | –    | –      | 1      | 1      |
| 16    | Südkorea           | –    | –      | 1      | 1      |
| 16    | Vereinigte Staaten | –    | –      | 1      | 1      |

### Medaillengewinner
| Konkurrenz         | Gold              | Silber            | Bronze                |
| ------------------ | ----------------- | ----------------- | --------------------- |
| Klasse bis 56 kg   | Long Qingquan     | Om Yun-chol       | Sinphet Kruaithong    |
| Klasse bis 62 kg   | Óscar Figueroa    | Eko Yuli Irawan   | Farchad Charki        |
| Klasse bis 69 kg   | Shi Zhiyong       | Daniyar İsmayilov | Luis Javier Mosquera  |
| Klasse bis 77 kg   | Nischat Rachimow  | Lü Xiaojun        | Mohamed Ihab          |
| Klasse bis 85 kg   | Kianoush Rostami  | Tao Tian          | Denis Ulanow          |
| Klasse bis 94 kg   | Sohrab Moradi     | Wadsim Stralzou   | Aurimas Didžbalis     |
| Klasse bis 105 kg  | Ruslan Nurudinov  | Simon Martirosjan | Alexander Saitschikow |
| Klasse über 105 kg | Lascha Talachadse | Gor Minasjan      | Irakli Turmanidse     |

| Konkurrenz        | Gold             | Silber                | Bronze             |
| ----------------- | ---------------- | --------------------- | ------------------ |
| Klasse bis 48 kg  | Sopita Tanasan   | Sri Wahyuni Agustiani | Hiromi Miyake      |
| Klasse bis 53 kg  | Hsu Shu-ching    | Hidilyn Diaz          | Yoon Jin-hee       |
| Klasse bis 58 kg  | Sukanya Srisurat | Pimsiri Sirikaew      | Kuo Hsing-chun     |
| Klasse bis 63 kg  | Deng Wei         | Choe Hyo-sim          | Karina Goritschewa |
| Klasse bis 69 kg  | Xiang Yanmei     | Schasira Schapparkul  | Sara Ahmed         |
| Klasse bis 75 kg  | Rim Jong-sim     | Darja Nawumawa        | Lidia Valentín     |
| Klasse über 75 kg | Meng Suping      | Kim Kuk-hyang         | Sarah Robles       |

## Qualifikation
Es nahmen 260 Sportler teil, davon 156 Männer und 104 Frauen. Maximal durfte jedes NOK sechs Athleten und vier Athletinnen entsenden, wobei pro Gewichtsklasse nur höchstens zwei Teilnehmer eines Landes gestellt werden durften. Die Quotenplätze eines NOKs ermittelten sich aus den Leistungen bei den Weltmeisterschaften 2014 und 2015 sowie bei den Kontinentalmeisterschaften 2016. Für dieses Kontingent standen die Startplätze für 147 Männer und 98 Frauen zur Verfügung. Außerdem durfte das Gastgeberland Brasilien drei Athleten und zwei Athletinnen entsenden. Weitere zehn Starter wurde von einer Kommission eingeladen.

## Zeitplan
| Wettbewerbe        | August | August | August | August | August | August | August | August | August | August | August |
| Frauen             | 6.     | 7.     | 8.     | 9.     | 10.    | 11.    | 12.    | 13.    | 14.    | 15.    | 16.    |
| ------------------ | ------ | ------ | ------ | ------ | ------ | ------ | ------ | ------ | ------ | ------ | ------ |
| Klasse bis 48 kg   |        |        |        |        |        |        |        |        |        |        |        |
| Klasse bis 53 kg   |        |        |        |        |        |        |        |        |        |        |        |
| Klasse bis 58 kg   |        |        |        |        |        |        |        |        |        |        |        |
| Klasse bis 63 kg   |        |        |        |        |        |        |        |        |        |        |        |
| Klasse bis 69 kg   |        |        |        |        |        |        |        |        |        |        |        |
| Klasse bis 75 kg   |        |        |        |        |        |        |        |        |        |        |        |
| Klasse über 75 kg  |        |        |        |        |        |        |        |        |        |        |        |
| Männer             | 6.     | 7.     | 8.     | 9.     | 10.    | 11.    | 12.    | 13.    | 14.    | 15.    | 16.    |
| Klasse bis 56 kg   |        |        |        |        |        |        |        |        |        |        |        |
| Klasse bis 62 kg   |        |        |        |        |        |        |        |        |        |        |        |
| Klasse bis 69 kg   |        |        |        |        |        |        |        |        |        |        |        |
| Klasse bis 77 kg   |        |        |        |        |        |        |        |        |        |        |        |
| Klasse bis 85 kg   |        |        |        |        |        |        |        |        |        |        |        |
| Klasse bis 94 kg   |        |        |        |        |        |        |        |        |        |        |        |
| Klasse bis 105 kg  |        |        |        |        |        |        |        |        |        |        |        |
| Klasse über 105 kg |        |        |        |        |        |        |        |        |        |        |        |

## Ergebnisse Männer

### Klasse bis 56 kg (Bantamgewicht)
| Platz | Land | Sportler           | Reißen (kg) | Stoßen (kg) | Gesamt (kg) |
| ----- | ---- | ------------------ | ----------- | ----------- | ----------- |
| 1     | CHN  | Long Qingquan      | 137         | 170 (OR)    | 307 (WR)    |
| 2     | PRK  | Om Yun-chol        | 134         | 169         | 303         |
| 3     | THA  | Sinphet Kruaithong | 132         | 157         | 289         |
| 4     | KAZ  | Arli Tschontei     | 130         | 148         | 278         |
| 5     | VIE  | Trần Lê Quốc Toàn  | 121         | 154         | 275         |
| 6     | COL  | Habib de las Salas | 119         | 147         | 266         |
| 7     | ITA  | Mirco Scarantino   | 115         | 149         | 264         |
| 8     | DOM  | Luis García        | 118         | 145         | 263         |
| 9     | THA  | Witoon Mingmoon    | 113         | 148         | 261         |
| 10    | GUA  | Edgar Pineda       | 108         | 143         | 251         |

Datum: 7. August 2016, 10:00 Uhr (Gruppe B) / 19:00 Uhr (Gruppe A)

19 Teilnehmer aus 17 Ländern

### Klasse bis 62 kg (Federgewicht)
| Platz | Land | Sportler              | Reißen (kg) | Stoßen (kg) | Gesamt (kg) |
| ----- | ---- | --------------------- | ----------- | ----------- | ----------- |
| 1     | COL  | Óscar Figueroa        | 142         | 176         | 318         |
| 2     | INA  | Eko Yuli Irawan       | 142         | 170         | 312         |
| 3     | KAZ  | Farchad Charki        | 135         | 170         | 305         |
| 4     | JPN  | Yoichi Itokazu        | 133         | 169         | 302         |
| 5     | EGY  | Ahmed Saad            | 133         | 161         | 294         |
| 6     | PNG  | Morea Baru            | 126         | 164         | 290         |
| 7     | INA  | Muhamad Hasbi         | 130         | 160         | 290         |
| 8     | SAM  | Vaipava Nevo Ioane    | 120         | 161         | 281         |
| 9     | KOR  | Han Myeong-mok        | 130         | 150         | 280         |
| 10    | ESA  | Julio César Salamanca | 120         | 155         | 275         |

Datum: 8. August 2016, 10:00 Uhr (Gruppe B) / 19:00 Uhr (Gruppe A)

17 Teilnehmer aus 15 Ländern

### Klasse bis 69 kg (Leichtgewicht)
| Platz | Land | Sportler             | Reißen (kg) | Stoßen (kg) | Gesamt (kg) |
| ----- | ---- | -------------------- | ----------- | ----------- | ----------- |
| 1     | CHN  | Shi Zhiyong          | 162         | 190         | 352         |
| 2     | TUR  | Daniyar İsmayilov    | 163         | 188         | 351         |
| 3     | COL  | Luis Javier Mosquera | 155         | 183         | 338         |
| 4     | MEX  | Bredni Roque         | 145         | 181         | 326         |
| 5     | ALB  | Briken Calja         | 145         | 181         | 326         |
| 6     | MDA  | Serghei Cechir       | 144         | 178         | 322         |
| 7     | FRA  | Bernardin Matam      | 140         | 180         | 320         |
| 8     | KOR  | Won Jeong-sik        | 143         | 177         | 320         |
| 9     | INA  | Triyatno             | 142         | 175         | 317         |
| 10    | ESP  | David Sánchez        | 142         | 175         | 317         |

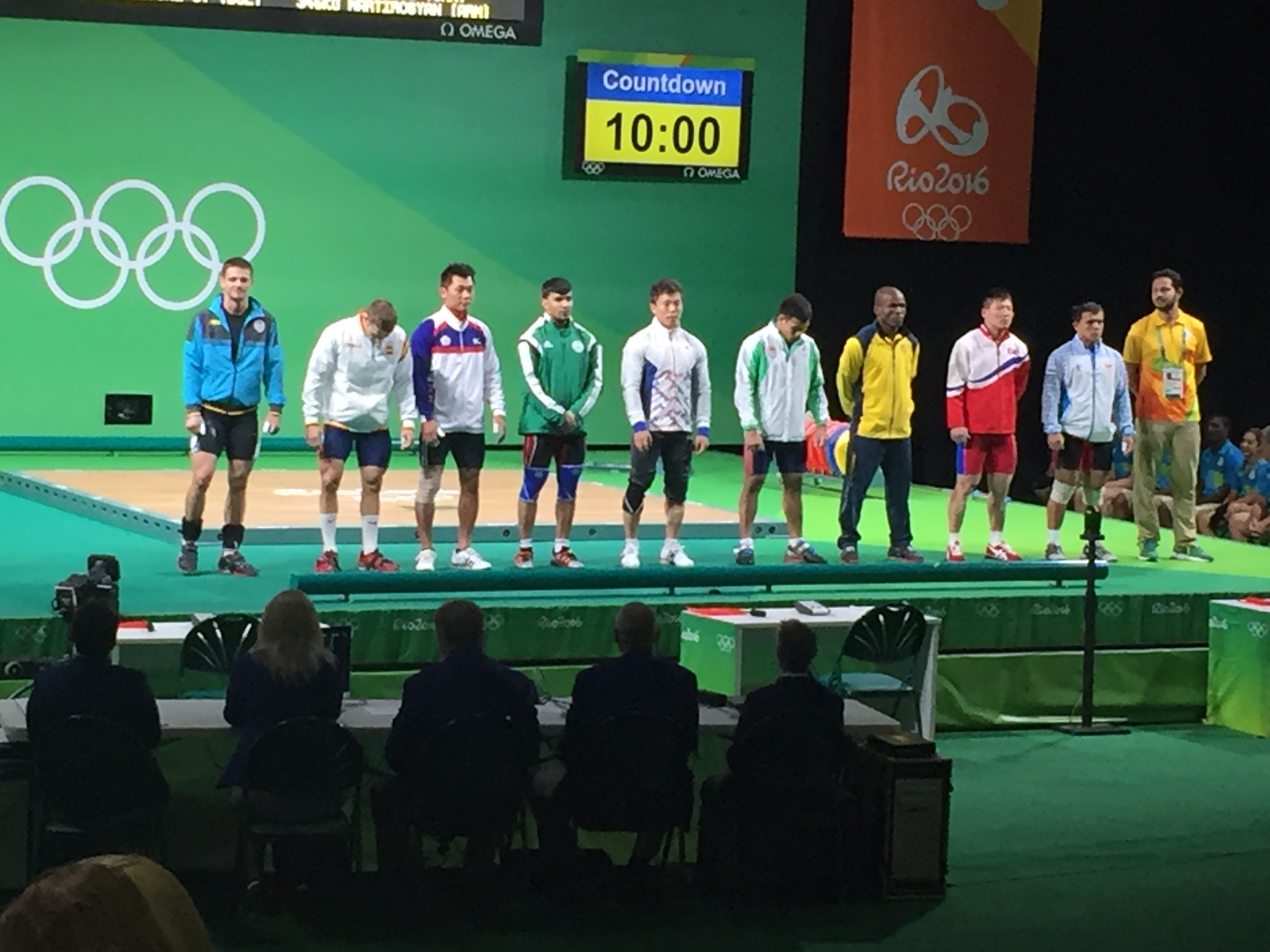
Teilnehmer der Gruppe B

Datum: 9. August 2016, 10:00 Uhr (Gruppe B) / 19:00 Uhr (Gruppe A)

21 Teilnehmer aus 19 Ländern
Der ursprünglich drittplatzierte Kirgise Issat Artykow wurde positiv auf Strychnin getestet, worauf ihm das Internationale Olympische Komitee die Bronzemedaille aberkannte.

### Klasse bis 77 kg (Mittelgewicht)
| Platz | Land | Sportler             | Reißen (kg) | Stoßen (kg) | Gesamt (kg) |
| ----- | ---- | -------------------- | ----------- | ----------- | ----------- |
| 2     | CHN  | Lü Xiaojun           | 177 (WR)    | 202         | 379         |
| 3     | EGY  | Mohamed Ihab         | 165         | 196         | 361         |
| 4     | THA  | Chatuphum Chinnawong | 165         | 191         | 356         |
| 5     | MDA  | Alexandr Spac        | 155         | 192         | 347         |
| 6     | COL  | Andrés Caicedo       | 155         | 191         | 346         |
| 7     | ESP  | Andrés Mata          | 153         | 190         | 343         |
| 8     | PRK  | Choe Jon-wi          | 153         | 190         | 343         |
| 9     | EGY  | Ibrahim Abdelbaki    | 152         | 186         | 338         |
| 10    | GER  | Nico Müller          | 151         | 181         | 332         |
| DSQ   | KAZ  | Nischat Rachimow     | 165         | 214 (WR)    | 379         |

Datum: 10. August 2016, 10:00 Uhr (Gruppe B) / 19:00 Uhr (Gruppe A)

13 Teilnehmer aus 13 Ländern

### Klasse bis 85 kg (Halbschwergewicht)
| Platz | Land | Sportler                | Reißen (kg) | Stoßen (kg) | Gesamt (kg) |
| ----- | ---- | ----------------------- | ----------- | ----------- | ----------- |
| 1     | IRI  | Kianoush Rostami        | 179         | 217         | 396 (WR)    |
| 2     | CHN  | Tao Tian                | 178         | 217 (OR)    | 395         |
| 3     | KAZ  | Denis Ulanow            | 175         | 215         | 390         |
| 4     | UKR  | Oleksandr Pjeljeschenko | 175         | 210         | 385         |
| 6     | BLR  | Pjotr Assajonak         | 170         | 207         | 377         |
| 6     | BLR  | Pawal Chadassewitsch    | 170         | 195         | 365         |
| 7     | QAT  | Faris Ibrahim           | 158         | 203         | 361         |
| 8     | FRA  | Giovanni Bardis         | 165         | 192         | 357         |
| 9     | FRA  | Benjamin Hennequin      | 155         | 195         | 350         |
| 10    | CUB  | Yoelmis Hernández       | 150         | 200         | 350         |

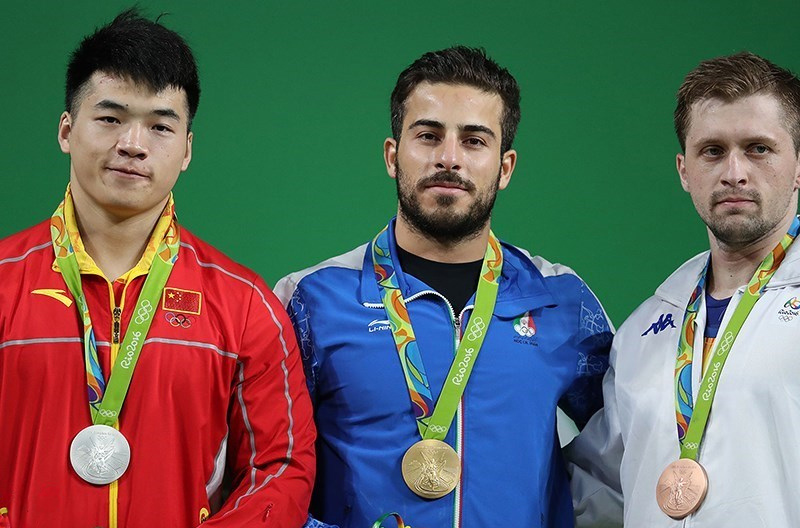
V. l. n. r.: Tao Tian, Kianoush Rostami und Gabriel Sîncrăian

Datum: 12. August 2016, 10:00 Uhr (Gruppe B) / 19:00 Uhr (Gruppe A)

24 Teilnehmer aus 22 Ländern
Der rumänische Gewichtheber Gabriel Sîncrăian, der Bronze gewonnen hatte, wurde im Dezember 2016 wegen Dopingvergehens disqualifiziert und verlor seine Medaille.

### Klasse bis 94 kg (Mittelschwergewicht)
| Platz | Land | Sportler             | Reißen (kg) | Stoßen (kg) | Gesamt (kg) |
| ----- | ---- | -------------------- | ----------- | ----------- | ----------- |
| 1     | IRI  | Sohrab Moradi        | 182         | 221         | 403         |
| 2     | BLR  | Wadsim Stralzou      | 175         | 220         | 395         |
| 3     | LTU  | Aurimas Didžbalis    | 177         | 215         | 392         |
| 4     | THA  | Sarat Sumpradit      | 177         | 213         | 390         |
| 5     | EGY  | Ragab Abdelhay       | 174         | 213         | 387         |
| 6     | UKR  | Dmytro Tschumak      | 174         | 213         | 387         |
| 7     | IRI  | Ali Hashemi          | 173         | 210         | 383         |
| 8     | BLR  | Aljaksandr Bjarsanau | 173         | 208         | 381         |
| 9     | UKR  | Wolodymyr Hosa       | 170         | 205         | 375         |
| 10    | PRK  | Park Han-woong       | 165         | 202         | 367         |

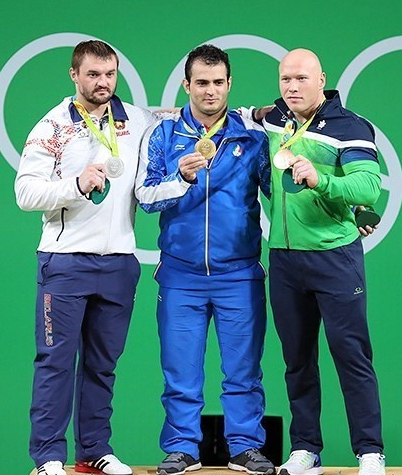
V. l. n. r.: Vadzim Straltsou, Sohrab Moradi und Aurimas Didžbalis

Datum: 13. August 2016, 15:30 Uhr (Gruppe B) / 19:00 Uhr (Gruppe A)

20 Teilnehmer aus 17 Ländern

### Klasse bis 105 kg (Schwergewicht)
| Platz | Land | Sportler              | Reißen (kg) | Stoßen (kg) | Gesamt (kg) |
| ----- | ---- | --------------------- | ----------- | ----------- | ----------- |
| 1     | UZB  | Ruslan Nurudinov      | 194         | 237 (OR)    | 431         |
| 2     | ARM  | Simon Martirosjan     | 190         | 227         | 417         |
| 3     | KAZ  | Alexander Saitschikow | 193         | 223         | 416         |
| 4     | CHN  | Yang Zhe              | 190         | 225         | 415         |
| 5     | UZB  | Ivan Efremov          | 194         | 220         | 414         |
| 6     | IRI  | Mohammad Reza Barari  | 186         | 220         | 406         |
| 7     | POL  | Arkadiusz Michalski   | 179         | 221         | 400         |
| 8     | LAT  | Artūrs Plēsnieks      | 181         | 218         | 399         |
| 9     | IRQ  | Salwan Jassim Abbood  | 180         | 214         | 394         |
| 10    | GER  | Jürgen Spieß          | 170         | 220         | 390         |

Datum: 15. August 2016, 15:30 Uhr (Gruppe B) / 19:00 Uhr (Gruppe A)

16 Teilnehmer aus 14 Ländern

### Klasse über 105 kg (Superschwergewicht)
| Platz | Land | Sportler            | Reißen (kg) | Stoßen (kg) | Gesamt (kg) |
| ----- | ---- | ------------------- | ----------- | ----------- | ----------- |
| 1     | GEO  | Lascha Talachadse   | 215         | 258         | 473 (WR)    |
| 2     | ARM  | Gor Minasjan        | 210         | 241         | 451         |
| 3     | GEO  | Irakli Turmanidse   | 207         | 241         | 448         |
| 4     | ARM  | Ruben Aleksanjan    | 195         | 245         | 440         |
| 5     | BRA  | Fernando Reis       | 195         | 240         | 435         |
| 6     | UZB  | Rustam Dzhangabayev | 195         | 237         | 432         |
| 7     | EST  | Mart Seim           | 187         | 243         | 430         |
| 8     | CZE  | Jiří Orság          | 185         | 240         | 425         |
| 9     | GER  | Almir Velagic       | 188         | 232         | 420         |
| 10    | HUN  | Péter Nagy          | 193         | 227         | 420         |
|       |      |                     |             |             |             |
| 16    | GER  | Alexej Prochorow    | 180         | 215         | 395         |

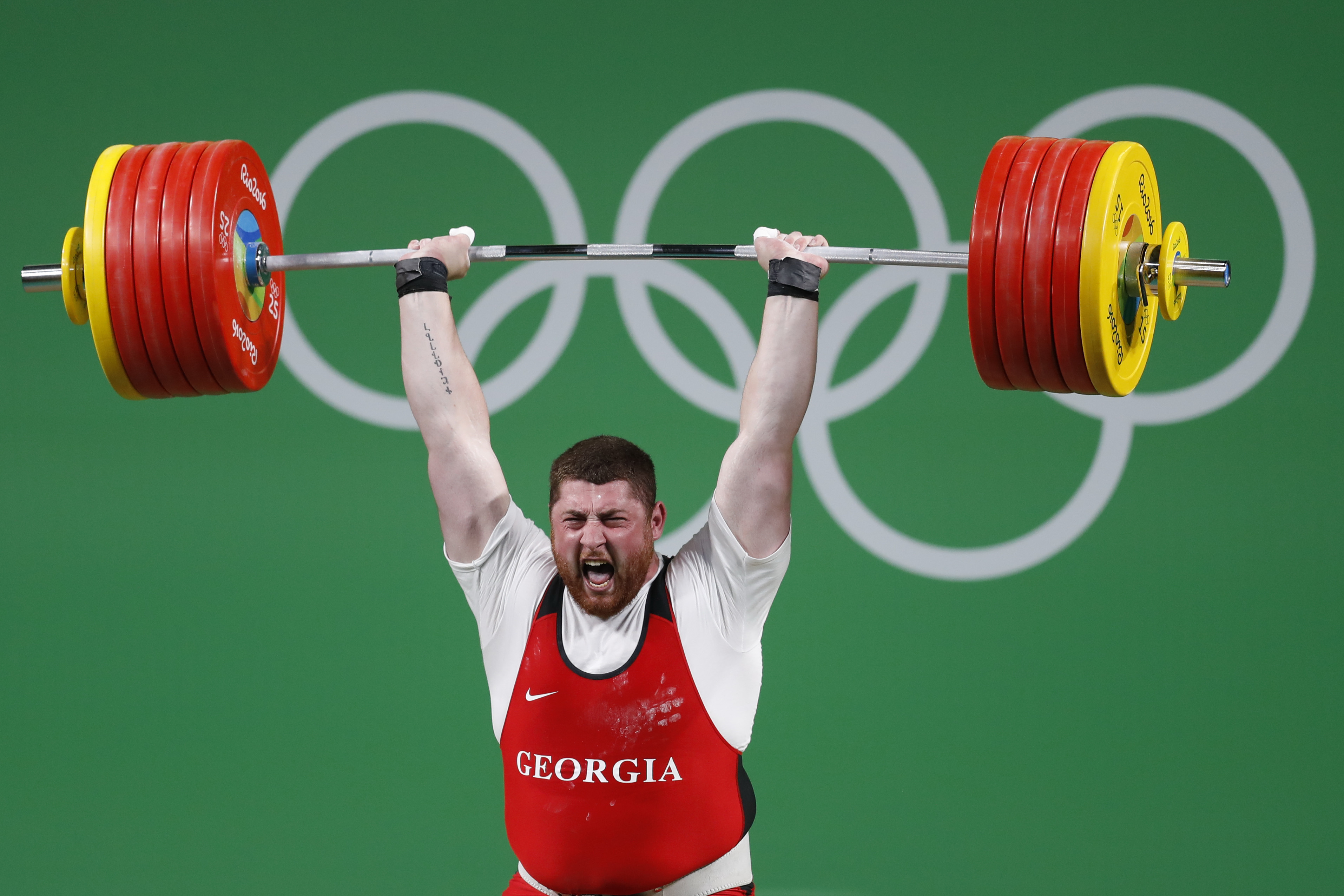
Lascha Talachadse beim Stoßen zur Goldmedaille

Datum: 16. August 2016, 15:30 Uhr (Gruppe B) / 19:00 Uhr (Gruppe A)

23 Teilnehmer aus 19 Ländern

## Ergebnisse Frauen

### Klasse bis 48 kg (Bantamgewicht)
| Platz | Land | Sportler              | Reißen (kg) | Stoßen (kg) | Gesamt (kg) |
| ----- | ---- | --------------------- | ----------- | ----------- | ----------- |
| 1     | THA  | Sopita Tanasan        | 92          | 108         | 200         |
| 2     | INA  | Sri Wahyuni Agustiani | 85          | 107         | 192         |
| 3     | JPN  | Hiromi Miyake         | 81          | 107         | 188         |
| 4     | DOM  | Beatriz Pirón         | 85          | 102         | 187         |
| 5     | KAZ  | Margarita Yelisseyeva | 80          | 106         | 186         |
| 6     | USA  | Morghan King          | 83          | 100         | 183         |
| 7     | TPE  | Chen Wei-Ling         | 81          | 100         | 181         |
| 8     | UKR  | Julija Paratowa       | 84          | 095         | 179         |
| 9     | MRI  | Roilya Ranaivosoa     | 80          | 093         | 173         |
| 10    | KGZ  | Dschanyl Okojewa      | 72          | 097         | 169         |

Datum: 6. August 2016, 19:00 Uhr

12 Teilnehmerinnen aus 12 Ländern

### Klasse bis 53 kg (Federgewicht)
| Platz | Land | Sportler         | Reißen (kg) | Stoßen (kg) | Gesamt (kg) |
| ----- | ---- | ---------------- | ----------- | ----------- | ----------- |
| 1     | TPE  | Hsu Shu-ching    | 100         | 112         | 212         |
| 2     | PHI  | Hidilyn Diaz     | 088         | 112         | 200         |
| 3     | KOR  | Yoon Jin-hee     | 088         | 111         | 199         |
| 4     | LAT  | Rebeka Koha      | 090         | 107         | 197         |
| 5     | BRA  | Rosane Santos    | 090         | 103         | 193         |
| 6     | JPN  | Kanae Yagi       | 081         | 105         | 186         |
| 7     | INA  | Dewi Safitri     | 080         | 105         | 185         |
| 8     | ALB  | Evagjelia Veli   | 075         | 090         | 165         |
| 9     | PUR  | Lely Burgos      | 072         | 090         | 162         |
| 10    | NCA  | Scarleth Mercado | 066         | 089         | 155         |

Datum: 7. August 2016, 12:30 Uhr (Gruppe B) / 15:30 Uhr (Gruppe A)

13 Teilnehmerinnen aus 13 Ländern

### Klasse bis 58 kg (Leichtgewicht)
| Platz | Land | Sportler           | Reißen (kg) | Stoßen (kg) | Gesamt (kg) |
| ----- | ---- | ------------------ | ----------- | ----------- | ----------- |
| 1     | THA  | Sukanya Srisurat   | 110 (OR)    | 130         | 240         |
| 2     | THA  | Pimsiri Sirikaew   | 102         | 130         | 232         |
| 3     | TPE  | Kuo Hsing-chun     | 102         | 129         | 231         |
| 4     | ECU  | Alexandra Escobar  | 100         | 123         | 223         |
| 5     | JPN  | Mikiko Andō        | 094         | 124         | 218         |
| 6     | DOM  | Yuderqui Contreras | 100         | 117         | 217         |
| 7     | COL  | Lina Rivas         | 096         | 120         | 216         |
| 8     | MEX  | Patricia Domínguez | 096         | 115         | 211         |
| 9     | VEN  | Yusleidy Figueroa  | 085         | 116         | 201         |
| 10    | GER  | Sabine Kusterer    | 090         | 110         | 200         |

Datum: 8. August 2016, 12:30 Uhr (Gruppe B) / 15:30 Uhr (Gruppe A)

15 Teilnehmerinnen aus 15 Ländern

### Klasse bis 63 kg (Mittelgewicht)
| Platz | Land | Sportler           | Reißen (kg) | Stoßen (kg) | Gesamt (kg) |
| ----- | ---- | ------------------ | ----------- | ----------- | ----------- |
| 1     | CHN  | Deng Wei           | 115         | 147 (WR)    | 262 (WR)    |
| 2     | PRK  | Choe Hyo-sim       | 105         | 143         | 248         |
| 3     | KAZ  | Karina Goritschewa | 111         | 132         | 243         |
| 4     | COL  | Mercedes Pérez     | 104         | 130         | 234         |
| 5     | MEX  | Eva Gurrola Ortiz  | 100         | 120         | 220         |
| 6     | ITA  | Giorgia Bordignon  | 098         | 119         | 217         |
| 7     | EGY  | Esraa El-Sayed     | 100         | 116         | 216         |
| 8     | CUB  | Marina Rodríguez   | 094         | 121         | 215         |
| 9     | JPN  | Namika Matsumoto   | 090         | 115         | 205         |
| 10    | FIN  | Anni Vuohijoki     | 085         | 107         | 192         |

Datum: 9. August 2016, 12:30 Uhr (Gruppe B) / 15:30 Uhr (Gruppe A)

14 Teilnehmerinnen aus 14 Ländern

### Klasse bis 69 kg (Halbschwergewicht)
| Platz | Land | Sportler                        | Reißen (kg) | Stoßen (kg) | Gesamt (kg) |
| ----- | ---- | ------------------------------- | ----------- | ----------- | ----------- |
| 1     | CHN  | Xiang Yanmei                    | 116         | 145         | 261         |
| 2     | KAZ  | Schasira Schapparkul            | 115         | 144         | 259         |
| 3     | EGY  | Sara Ahmed                      | 112         | 143         | 255         |
| 4     | COL  | Leydi Solís                     | 110         | 143         | 253         |
| 5     | ARM  | Nasik Awdaljan                  | 107         | 135         | 242         |
| 6     | ECU  | Neisi Dajomes                   | 105         | 132         | 242         |
| 7     | BLR  | Darja Patschabut                | 107         | 130         | 237         |
| 8     | MGL  | Mönchdschantsangiin Anchtsetseg | 106         | 131         | 237         |
| 9     | CAN  | Marie-Ève Beauchemin-Nadeau     | 098         | 130         | 228         |
| 10    | GBR  | Rebekah Tiler                   | 101         | 126         | 227         |

Datum: 10. August 2016, 12:30 Uhr (Gruppe B) / 15:30 Uhr (Gruppe A)

17 Teilnehmerinnen aus 16 Ländern

### Klasse bis 75 kg (Schwergewicht)
| Platz | Land | Sportler              | Reißen (kg) | Stoßen (kg) | Gesamt (kg) |
| ----- | ---- | --------------------- | ----------- | ----------- | ----------- |
| 1     | PRK  | Rim Jong-sim          | 121         | 153         | 274         |
| 2     | BLR  | Darja Nawumawa        | 116         | 142         | 258         |
| 3     | ESP  | Lidia Valentín        | 116         | 141         | 257         |
| 4     | COL  | Ubaldina Valoyes      | 111         | 136         | 247         |
| 5     | UKR  | Iryna Decha           | 114         | 133         | 247         |
| 6     | USA  | Jenny Arthur          | 107         | 135         | 242         |
| 7     | CHI  | María Fernanda Valdés | 107         | 135         | 242         |
| 8     | FRA  | Gaëlle Nayo-Ketchanke | 102         | 135         | 237         |
| 9     | MEX  | Alejandra Garza       | 102         | 135         | 237         |
| 10    | ARM  | Sona Poghosjan        | 097         | 126         | 223         |

Datum: 12. August 2016, 12:30 Uhr (Gruppe B) / 15:30 Uhr (Gruppe A)

15 Teilnehmerinnen aus 15 Ländern

### Klasse über 75 kg (Superschwergewicht)
| Platz | Land | Sportler             | Reißen (kg) | Stoßen (kg) | Gesamt (kg) |
| ----- | ---- | -------------------- | ----------- | ----------- | ----------- |
| 1     | CHN  | Meng Suping          | 130         | 177         | 307         |
| 2     | PRK  | Kim Kuk-hyang        | 131         | 175         | 306         |
| 3     | USA  | Sarah Robles         | 126         | 160         | 286         |
| 4     | EGY  | Shaimaa Haridy       | 117         | 161         | 278         |
| 5     | KOR  | Lee Hui-sol          | 122         | 153         | 275         |
| 6     | KOR  | Son Young-hee        | 118         | 155         | 273         |
| 7     | VEN  | Yaniuska Espinosa    | 121         | 152         | 273         |
| 8     | ROM  | Andreea Aanei        | 120         | 145         | 265         |
| 9     | NGR  | Mariam Usman         | 115         | 150         | 265         |
| 10    | UKR  | Anastassija Lyssenko | 117         | 146         | 263         |

Datum: 14. August 2016, 12:30 Uhr (Gruppe B) / 15:30 Uhr (Gruppe A)

16 Teilnehmerinnen aus 14 Ländern

## Doping
- Wegen wiederholter Dopingfälle beschloss der Weltverband IWF im November 2015, Bulgarien von den Olympischen Spielen in Rio auszuschließen. Außerdem wurde dem rumänischen Verband ein Qualifikationsplatz gestrichen.[5]
- Der kirgisische Gewichtheber Issat Artykow (Gewichtsklasse bis 69 kg) wurde während der Olympischen Spiele des Dopings überführt. Bei einer Dopingkontrolle waren Spuren von Strychnin gefunden worden. Artykow musste die von ihm gewonnene Bronzemedaille abgeben; der Kolumbianer Luis Javier Mosquera rückte als Vierter des Wettkampfs nach.[6]
- Im März 2022 wurde Nischat Rachimow (Gewichtsklasse bis 77 kg) seine Goldmedaille wegen Dopings aberkannt.[7]